# زلزال يانغجانغ 2008
زلزال يانغجانغ 2008 هو زلزالٌ وقعَ في مقاطعة يانغجانغ ‏ في الصين بتاريخ 21 أغسطس 2008.